# Lymnas melaniae
Lymnas melaniae är en fjärilsart som beskrevs av Hans Ferdinand Emil Julius Stichel 1930. Lymnas melaniae ingår i släktet Lymnas och familjen Riodinidae. Inga underarter finns listade i Catalogue of Life.